# MBC Newsdesk
MBC Newsdesk (MBC 뉴스데스크) ist die wichtigste nächtliche Nachrichtensendung der Munhwa Broadcasting Corporation (MBC). Unter den großen Sendern (KBS um 21:00 Uhr, JTBC und SBS beide um 20:00 Uhr) gilt Newsdesk als die früheste Nachrichtensendung, die um 19:30 Uhr ausgestrahlt wird.

## Geschichte
Die Nachrichtensendung wurde am 5. Oktober 1970 uraufgeführt. Aufgrund der damaligen Rechtschreibung wurde sie ursprünglich MBC {뉴우스 데스크} genannt.
Es wurde 1976 in MBC News Park oder „MBC 뉴스의 現場“ umbenannt (koreanisch für „Nachrichten vor Ort“) und 1980 wieder in MBC Newsdesk umbenannt.

## Moderatoren
- Wang Jong-myung (montags bis freitags)
- Lee Jae-eun (montags bis freitags)
- Kim Gyeong-ho (samstags und sonntags)
- Gang Da-som (samstags und sonntags)
- Ha Il-hoo (montags bis freitags, für Sportnachrichten)
- Kim Na-jin (samstags und sonntags, für Sportnachrichten)